# Vollblut (Film)
Vollblut (Originaltitel: Sporting Blood) ist eine US-amerikanische Filmkomödie aus dem Jahr 1931 von Charles Brabin mit Clark Gable und Ernest Torrence in den Hauptrollen. Das Drehbuch des Pre-Code-Films basiert auf der Kurzgeschichte Horse Flesh von Frederick Hazlitt Brennan.

## Handlung
Der Pferdezüchter Jim Rellence ist stolz auf seine Pferde und freut sich, ihre Vorzüge potenziellen Käufern gegenüber zu preisen. Eines Tages rutscht Jims Lieblingsstute Southern Queen während eines Regenschauers auf einem schlammigen Pfad aus und verletzt sich so sehr, dass keine Heilung mehr möglich ist. Onkel Ben, ein Rancharbeiter auf Jims Ranch, erschießt das verletzte Pferd und willigt ein, das verwaiste Fohlen der Stute, Tommy Boy, zu adoptieren. 
Jahre später wird Tommy Boy zum ersten Mal von Onkel Bens Sohn Sam geritten, aber der Junge fällt herunter. Jim stellt fest, dass er Tommy Boy nicht zum Verkauf anbieten kann, weil er eine emotionale Bindung zu dem Pferd entwickelt hat. Obwohl Onkel Ben Jim warnt, dass sein Zögern, das Pferd zu verkaufen, nichts Gutes bewirken wird, versteckt Jim Tommy Boy, als der potentielle Käufer Jerry Hartwick darum bittet, das Fohlen zu sehen. Als es Hartwick schließlich gelingt, einen Blick auf das Pferd zu werfen, ist er so beeindruckt, dass er Jim 6.000 Dollar für ihn bietet. Jim zögert, das Pferd zu verkaufen, nimmt aber schließlich Hartwicks Angebot an und trennt sich traurig von dem Hengstfohlen. 
Auf der Latonia-Rennbahn erringt Tommy Boy einen leichten Sieg für Hartwick. Hartwick wird bald Geld für das Pferd von dem reichen Mr. Ludeking angeboten, dessen impulsive Frau Angela beschlossen hat, dass sie Tommy Boy haben muss, weil ihr seine Farben gefallen. Tommy Boy wird für 40.000 Dollar verkauft, aber Angela wird hysterisch, als das Pferd sein nächstes Rennen verliert. Später, als es Ludeking nicht gelingt, seine Spielverluste am Kartentisch zurückzugewinnen, ist er gezwungen, das Pferd an Tip Scanlon zu verkaufen, den skrupellosen Besitzer des Spielcasinos. 
Der Kartengeber Warren Riddell ist in seine Kollegin Miss Ruby verliebt, die Romanze wird von ihrem Chef jedoch verboten. Als Tommy Boy ein wichtiges, lukratives Rennen verliert, stellt sich heraus, dass Scanlon dem Pferd Drogen verabreicht hat, um seine Leistung zu verbessern. Aus Angst vor der Vergeltung der Gangster, die auf einen großen Sieg des jungen Pferdes gesetzt haben, gibt Scanlon das Pferd Ruby, als er versucht, nach Philadelphia zu fliehen. Bevor er entkommen kann, wird er ermordet. 
Ruby lehnt Warrens Angebot ab, Tommy Boy zu helfen, wieder in Topform zu kommen und  mit ihm saubere Rennen zu absolvieren. Sie beschließt, sich selbst und dem Pferd einen dringend benötigten Landurlaub zu gönnen. Ruby sagt Warren, dass es zu viele „Vielleichts und Wahrscheinlichkeiten“ bei ihm gibt und dass sie nicht zulassen wird, dass er sie auf der Reise begleitet. Sie findet den ursprünglichen Besitzer des Pferdes und bringt es zu Jim in der Hoffnung, dass er Tommy Boy helfen kann. Jim heißt das Pferd nicht nur willkommen, sondern bietet Ruby auch ein Zimmer in seinem großen Haus an, was sie gerne annimmt.  Einige Zeit später besucht Warren Ruby und bemerkt, wie gut sie und Tommy Boy wieder zu ihren alten Ichs zurückgekehrt sind. Ruby ist jedoch enttäuscht, dass Warren sich seit Scanlons Tod nicht verändert hat. Als Ruby Tommy Boy beim Kentucky Derby anmeldet, gilt das Pferd sofort als Favorit für den Sieg. Sobald Warren erfährt, dass Jim auf sein Pferd gewettet hat, erzählt er Scanlons' Schlägern davon, was zu einem Plan führt, Tommy Boys Rennen zu sabotieren. Der misstrauische Onkel Ben wird auf den Plan aufmerksam gemacht und schafft es in letzter Minute, die Sabotage zu verhindern. Nachdem Tommy Boy das Rennen gewonnen hat, macht Ruby Warren für den Sabotageversuch verantwortlich, vergibt ihm jedoch, als sie herausfindet, dass Warren derjenige war, der Onkel Ben über den Versuch informiert hat, das Rennen zu manipulieren. Da ihr Vertrauen in seine Integrität wiederhergestellt ist, küsst Ruby Warren.

## Hintergrund
Gedreht wurde der Film von Mitte Mai bis Mitte Juli 1931 in Lexington und Hopkinsville, beides in Kentucky. Die Szenen der Rennen auf den Bahnen in Latonia und Churchill Downs stammten aus Wochenschau-Berichten.
Verantwortlicher Toningenieur war Douglas Shearer.

## Veröffentlichung
Die Premiere des Films fand am 8. August 1931 statt. 1932 kam er im Deutschen  Reich und in Österreich in die Kinos.

## Kritiken
Für Mordaunt Hall von der The New York Times lag der Film in den meisten Teilen weit über dem Durchschnitt. Er halte sein Publikum still, was eine Ehre sei, die nur Experten – oder Vollblütern – zuteil werde. Das Lokalkolorit glänze besonders, wenn Vizepräsident Charles Curtis durchs Bild laufe.
Die Variety fand den Film eigenartig gefertigt. Zur Mitte sei er schlaff, werde aber mit der letzten Filmrolle großzügig gerettet.